# Anton Endrös (Pädagoge)

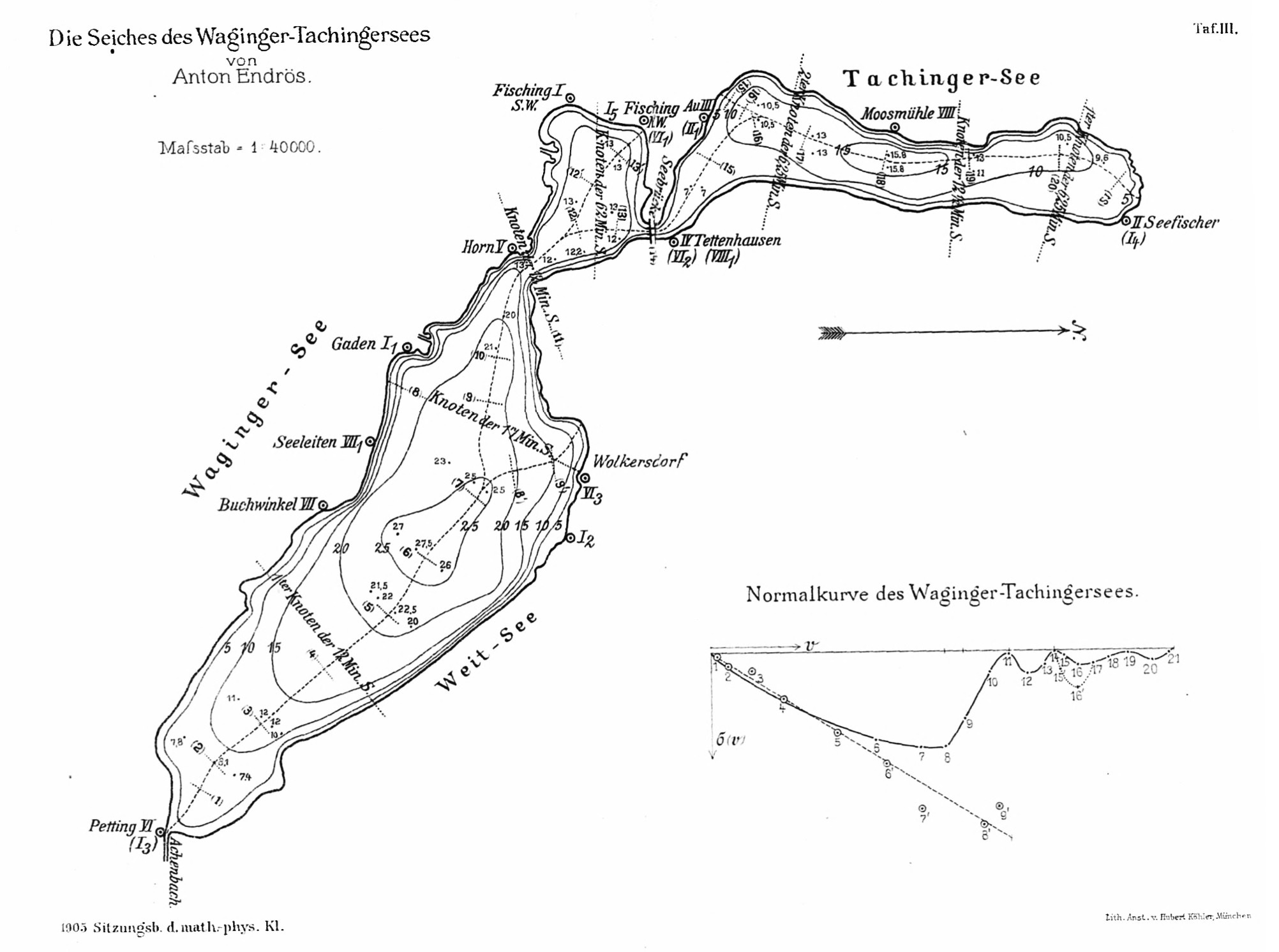
Tiefenkarte des Waginger-Tachingersees mit Knoten div. Seeschwankungen (1905)

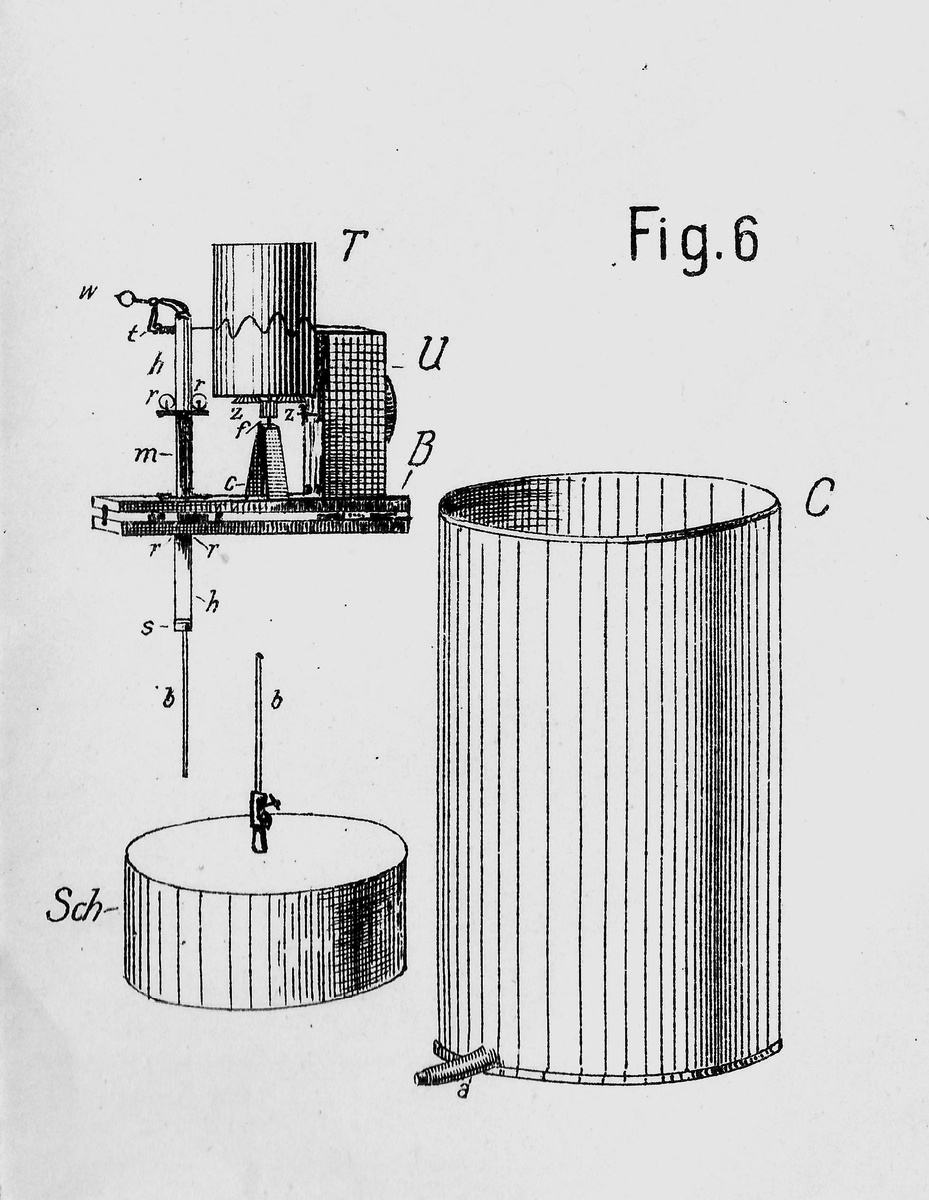
Anton Endrös verwendeter Limnimeter

Anton Endrös (* 1871 in Horgauergreut; † 1939) war ein deutscher Lehrer.
Anton Endrös arbeitete in Traunstein und Freising. Er untersuchte zu Beginn des 20. Jahrhunderts die Seeschwankungen von Chiemsee, Simssee und Waginger-Tachinger See. Mit Vorlage der Seeschwankungen (Seiches) beobachtet am Chiemsee als Dissertationsschrift im Jahr 1903 an der Kgl. Technischen Hochschule zu München erlangte er den akademischen Grad Dr. phil.
Anton Endrös zog im Oktober 1898 nach Traunstein und wirkte dort als Königlicher Reallehrer. Im September 1910 zog er mit seiner Frau Maria Klara (geb. Seuffert) und den Söhnen Anton (dem späteren Arzt), Robert und Josef Endrös nach Freising. Er führte dort die Berufsbezeichnung Königlicher Gymnasialprofessor. Dort wurden noch zwei weitere Söhne geboren, Alfred (* 1914) und Johann (* 1916).

## Veröffentlichungen
- Seeschwankungen (Seiches), beobachtet am Chiemsee, Dissertation an der Kgl. Technischen Hochschule zu München, Traunstein, 1903
- Die Seiches des Waginger-Tachingersees, Sitzungsberichte der Mathematisch-Physikalischen Klasse der K. B. Akademie der Wissenschaften zu München, Band XXXV, Jahrgang 1905, Seite 447–476
- Die Vibrationen der Seen, Verlag: Datterer, Freising, 1911
- Der Sims-See und seine Seeschwankungen (Seiches), Verlag: Datterer, Freising, 1913